# Paradiesstraße (Düren)

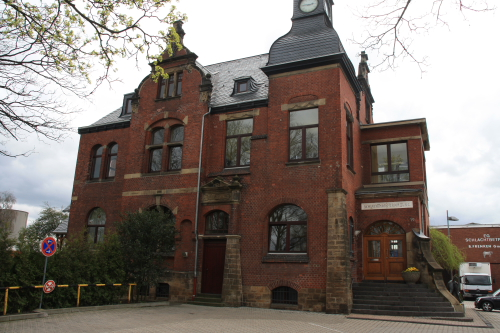
Das Verwaltungsgebäude des Schlachthofes

Paradiesstraße ist eine historische Straßenbezeichnung in der Kreisstadt Düren (Nordrhein-Westfalen).
Die Straße beginnt am Paradiesplatz (Tivolistraße) und endet an der Veldener Straße in Düren-Nord. Sie wird von einer Brücke der Schnellfahrstrecke Köln–Aachen und der Bahnstrecke Düren–Heimbach überquert.
In der Paradiesstraße liegt der denkmalgeschützte reformierte und lutherische Friedhof, der von 1587 bis 1825 belegt wurde. Er ist über das Gelände des privatisierten Schlachthofes zu erreichen, dessen Verwaltungsgebäude unter Denkmalschutz steht. Direkt daneben stehen noch ein Teil der ehemaligen Zuckerfabrik Düren. Auf dem Gelände befindet sich heute der Dürener Servicebetrieb, der ehemalige städtische Fuhrpark. An der Ecke Glashüttenstraße befand sich das Elektrizitätswerk der Stadtwerke Düren.

## Geschichte
Der Name bezieht sich auf das 1252 von Anselm von Drove, Vogt zu Düren, gegründete Wilhelmitenkloster, welches „Zum Paradies“ genannt wurde. Es wurde 1536/37 abgebrochen. Das neue Kloster Neu Paradies am Höfchen wurde 1543 zerstört und nicht wieder aufgebaut.
1685 wurde die Straße Paradieser Weg genannt, aber auch die Namen Reformierter Religions Kirchweg und cavitte (kalviner) Acker waren gebräuchlich.